# 도목
도목(都穆, 1459년 ~ 1525년)은 중국의 시인, 학자, 비평가이다. 명나라 문학가로서, 자는 현경이며 오현 사람이다.

## 생애
홍치 12년(1499) 41세에 진사가 되어 공부주사에 임명되었고, 정덕 연간(1506∼1521)에 예부낭중에 올랐으며, 태복시소경으로 벼슬을 마쳤다. 도목은 일곱 살 때 이미 시를 지을 줄 알았으며, 성년이 된 뒤에는 장구지학에 얽매이지 않고 여러 책을 널리 섭렵했다. 일찍이 생계를 유지하기 위해 봉양에서 20년 가까이 글을 가르치다가, 나중에 오관을 통해 추천을 받아 비로소 수재(秀才)가 되었으며, 3년 뒤 마침내 진사에 급제했다. 벼슬을 그만둔 후 약 14년 동안 집에서 칩거했는데, 집안 형편은 날로 곤궁해졌지만 늘 옛 전적을 교감하면서 학문을 게을리하지 않았다. 당인·심주 등 당대의 저명한 문인들과 깊은 교분을 나누었다.
도목은 저술에 전념해 그의 생전에 20여 종의 책이 간행되었는데, 그 주요 저서로 ≪남호문략≫·≪남호시략≫·≪서사기≫·≪금해임랑≫·≪철망산호≫·≪주역고이≫·≪사외류초≫·≪임오공신작상록≫·≪우의편≫ 등이 있으며, 필기집으로 ≪옥호빙≫을 비롯해 ≪도공담찬≫·≪청우기담≫ 등이 있다.